# Салех Ад-Давод
Салех Ад-Давод (араб. صالح الداوود, нар. 24 вересня 1968) — саудівський футболіст, що грав на позиції захисника.
Виступав за клуб «Аль-Шабаб», а також національну збірну Саудівської Аравії, у складі якої був учасником чемпіонату світу 1994 року.

## Клубна кар'єра
У дорослому футболі дебютував 1988 року виступами за команду клубу «Аль-Шабаб», кольори якої і захищав протягом усієї своєї кар'єри гравця, що тривала двадцять один рік. 

## Виступи за збірну
1992 року дебютував в офіційних матчах у складі національної збірної Саудівської Аравії. Протягом кар'єри у національній команді, яка тривала 8 років, провів у формі головної команди країни 31 матч, забивши 2 голи.
Учасник чемпіонату світу 1994 року у США, де саудівці досить неочікувано подолали груповий етап і пройшли до плей-оф, але сам Ад-Давод на поле не виходив.
У складі збірної був також учасником трьох розіграшів Кубка конфедерацій — у 1992, 1995 та 1999 роках.

## Титули і досягнення
- Срібний призер Кубка Азії: 1992